# Odontotrypes cavazzutii
Odontotrypes cavazzutii là một loài bọ cánh cứng trong họ Geotrupidae. Loài này được Král, Maly & Schneider miêu tả khoa học năm 2001.